# Larry David
Lawrence Gene „Larry” David (ur. 2 lipca 1947 w Nowym Jorku, w dzielnicy Brooklyn) – amerykański aktor, pisarz, komik i producent telewizyjny. Wyprodukował dwa głośne sitcomy: Kroniki Seinfelda (1989–1998) oraz Pohamuj entuzjazm (2000–2024). W plebiscycie brytyjskiego Channel 4 na Komika komików zajął 23. miejsce.

## Życie osobiste
Larry David urodził się w żydowskiej rodzinie w Nowym Jorku, tam też ukończył szkołę średnią. Jego dziadkowie pochodzili z Tarnopola. Posiada dwa dyplomy uniwersyteckie: z historii (1969) i z biznesu (1970) na University of Maryland, College Park.
W 1993 ożenił się z Laurie Lennard, która – podobnie jak Cheryl David, jej odpowiedniczka w Pohamuj entuzjazm (zagrana przez Cheryl Hines) – porzuciła swoją karierę na rzecz działalności dla dobra środowiska. 19 lipca 2007 para rozeszła się, jako przyczynę podając różnice w postrzeganiu świata i zachowując obopólną pieczę nad dziećmi.

## Kariera

### Początki
W czasie pierwszych, niezbyt owocnych prób jako komik, David pracował jako sprzedawca w sklepie, kierowca limuzyny, a także jako osoba naprawiająca telewizory. Mieszkał w dzielnicy Hell’s Kitchen na Manhattanie naprzeciwko Kenny'ego Kramera, inspiracji dla filmowego Cosmo Kramera, postaci w Kronikach Seinfelda. W latach 1980–1982 pracował jako scenarzysta programu Piątki stacji ABC, w którym jednocześnie występował. Z kolei w latach 1984–1985 pracując w NBC przy Saturday Night Live zajmował się już głównie pisaniem scenariuszy. W tym okresie pojawił się na antenie tylko raz (w skeczu o seksie z inteligentną kobietą). W tym czasie poznał przyszłych aktorów Kronik Seinfelda: Michaela Richardsa (Cosmo Kramer) z Piątków i Julię Luis-Dreyfus (Elaine) w Saturday Night Live.

### Kroniki Seinfelda
W 1989 r. Larry David porozumiał się z komikiem Jerrym Seinfeldem, aby wspólnie stworzyć serial Kroniki Seinfelda - najpopularniejszy program w historii amerykańskiej telewizji według listy magazynu „TV Guide”.
David odtwarzał w serialu różne epizodyczne role oraz podkładał głos pod jednego z pracodawców postaci, która i tak sama w sobie była inspirowana samym Davidem, czyli George’em Costanzą. Po siódmym sezonie, David opuścił ekipę sitcomu, żeby wrócić do niej dwa lata później i napisać finał sitcomu.
Podsuwając swoje pomysły w siedmiu sezonach, David sam lub wspólnie napisał 57 ze 180 odcinków serii.
Był 19-krotnie nominowany do nagrody Emmy za Kroniki Seinfelda, wygrywając dwukrotnie — za najlepszy serial komediowy i za najlepszy scenariusz.

### Pohamuj entuzjazm
Kanał HBO wyemitował godzinny program specjalny, Larry David: Pohamuj entuzjazm, 17 października 1999 roku. Początkowo miał być to tylko pojedynczy projekt, ale całkiem szybko, bo 15 października 2000, został wyemitowany pierwszy odcinek Pohamuj entuzjazm.
Dialogi w serialu są w znacznej mierze improwizowane, a sami aktorzy dowiadują się o niuansach fabularnych na chwilę przed kręceniem sceny. Serial skupia się w większości na życiu bogatego człowieka z gigantycznym nadmiarem czasu. Stali bohaterowie to - oprócz wspomnianej wcześniej żony Davida - jego menadżer i przyjaciel Jeff (grany przez Jeffa Garlina) oraz żona Jeffa, Susie (grana przez Susie Essman). Przez dotychczasowe sezony przewinęła się już cała plejada amerykańskich gwiazd.
Program cieszy się uznaniem zarówno krytyków, jak i widzów na całym świecie. Zdobył łącznie 30 nominacji do nagrody Emmy. Otrzymał ostatecznie jedną Emmy i jeden Złoty Glob.
W programie emitowanym 25 października 2009 Larry David opryskał moczem wiszący w ubikacji wizerunek Jesusa Chrystusa, tak, że krople moczu przypominały łzy spływające po twarzy Chrystusa. Wydarzenie spowodowalo protesty środowisk chrześcijańskich, m.in. Ligi Katolickiej i organizacji America Needs Fatima.

### Inne projekty
Pod koniec lat 90. Larry David wyprodukował mało znany film Zazdrość, opowiadający o wycieczce dwóch kuzynów do Las Vegas. Wystąpił także u Woody’ego Allena: jako rozwścieczony sąsiad w Złotych czasach radia, jako kierownik teatru w Nowojorskich opowieściach oraz główną rolę w Co nas kręci, co nas podnieca z 2009.